# Mercedes-Benz Manufacturing Hungary Kft.
A Mercedes-Benz Manufacturing Hungary Korlátolt Felelősségű Társaság, rövidített nevén Mercedes-Benz Manufacturing Hungary Kft. egy autógyár Kecskeméten, ahol 2012. március 29. óta gyártanak Mercedes személygépkocsikat.
A Coface CEE Top 500 rangsor szerint 2021-ben és 2022-ben Magyarország 7. és Közép- és Kelet-Európa 49., illetve 56. legnagyobb forgalmú vállalata.

## Története

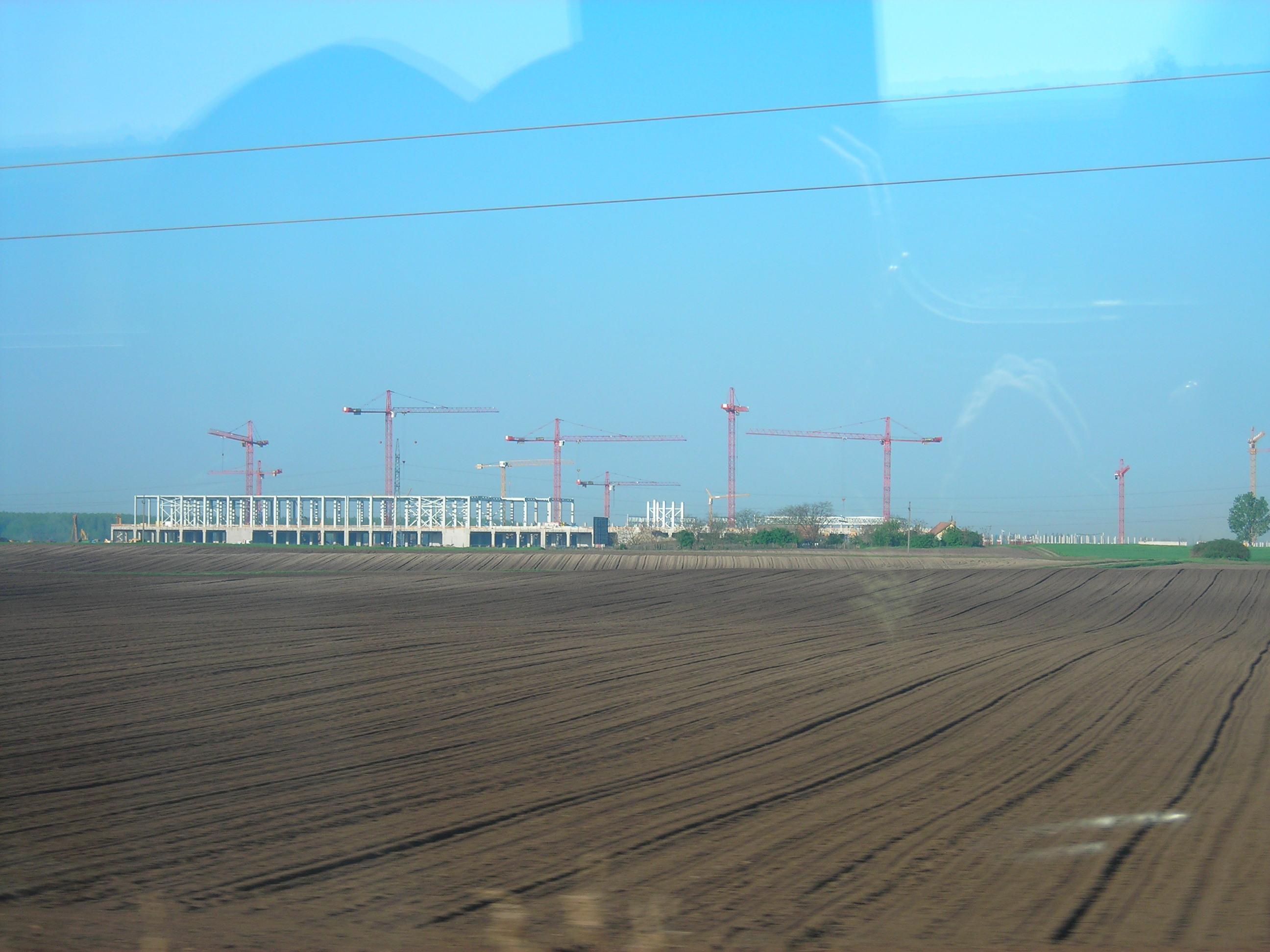
Az építkezés állása 2010 áprilisában

A Daimler AG egy rastattihoz hasonló, kompakt autók előállítására alkalmas gyáregység megépítéséről döntött. Több lehetséges kelet-európai helyszín közül választották ki Kecskemétet. (Magyarországon Miskolc volt a másik ismert lehetséges helyszín.) Kezdetben Szerbia is szóba jött, azonban első körben kizárták a lehetőségek közül. Ez lett a cégcsoport első kelet-európai gyára.
| Ország        | Vizsgált helyszínek száma |
| ------------- | ------------------------- |
| Románia       | 23                        |
| Lengyelország | 17                        |
| Szlovákia     | 5                         |
| Magyarország  | 7                         |

A beruházást a legutolsó pillanatokig titokban tartották, 2008. június közepén jelentették be hivatalosan. A gyár Kecskemét és Városföld között épült 441 hektáros volt mezőgazdasági területen. A végleges 441 hektáros területet teljes mértékben magánszemélyektől vásárolták meg egy ingatlanfejlesztő cégen /Best Invest Project Hungária Kft/ keresztül. Ebből a 441 hektárból eredetileg 219 hektár lett megfejlesztve az akkoriban területet kereső BMW részére 2000-ben. 
Az építkezés 2009-ben kezdődött meg a várostól délre, az M5-ös autópálya és az 5-ös út közti területen. Az önkormányzat a Daimlerrel kötött megállapodásnak megfelelően megépítette a gyárhoz vezető, 1108 méter hosszú, autópálya minőségű bekötőutat, amelyet később Gottlieb Daimlerről neveztek el. A gyár alapkövét 2009 októberében, a kezdeti földmunkák után helyezték el. Az üzem felépítéséhez másfél millió köbméternyi talajt kell megmozgatni, és 82 ezer négyzetméternyi aszfaltutat, 38 ezer négyzetméternyi zúzott köves utat építeni, továbbá kerítést építeni. A gyár területén másfél millió négyzetmétert füvesítenek.
A beruházás tervezett költsége kb. 800 millió euró, nagyjából 200 milliárd forint. A gyár 3500 embert tud foglalkoztatni. A beruházást Kecskemét önkormányzata és az állam is támogatta anyagilag. A magyar állam a beruházást 29,7 milliárd forinttal (111,5 millió euróval) támogatja, mely képzési hozzájárulás és adókedvezmény. Ekkora támogatáshoz az Európai Unió jóváhagyása is szükséges volt, melyet az meg is adott. Továbbá kapott 214 millió forintot (0,8 millió eurót) arra, hogy megvalósuljon az iparvágány rácsatlakozása a Cegléd–Szeged-vasútvonalra. Az önkormányzat által épített bekötőút 357 millió forintba került, ebből 250 millió forintot pályázaton nyert az önkormányzat. Az önkormányzat 110 lakás építésével is segíti a beruházást. A gyárat ünnepélyesen, Orbán Viktor miniszterelnök és Frank Klein, a kecskeméti gyár igazgatója jelenlétében 2012. március 29-én avatták fel. 2016. július 29-én bejelentették, hogy 1 milliárd euró, azaz nagyjából 310 milliárd forint értékben a cégcsoport új gyárat épít a jelenlegi területen. A beruházás megvalósulásával közvetlenül 2500 új munkahely jön létre.

## Modellek
A gyár létesítését az indokolta, hogy a cég a kompakt autó modelljeinek a számát kettőről ötre növeli. A Mercedes az új-generációs A- és B osztály járműveit fogja gyártani, akár évi 100 ezer db autót is.
Az első három hónapban a kecskeméti gyár mintegy tízezer darab B osztályú gépkocsit állított elő.
2018-ban és 2019-ben minden Kecskeméten gyártott típus generációváltáson esett át.

### Jelenleg gyártott modellek
| Időszak | Osztály            | Típus | Leírás                                                | Kép                              |
| ------- | ------------------ | ----- | ----------------------------------------------------- | -------------------------------- |
| 2018 –  | A                  | W177  | Negyedik generációs kompaktlimuzin (A-osztály) típus. | Mercedes-Benz A W177 180d (2018) |
| 2019 –  | CLA                | C118  | Második generációs limuzin-coupé.                     | Mercedes-Benz CLA 220 AMG Line   |
| 2019 –  | CLA Shooting Brake | X118  | Második generációs kombi CLA.                         | Mercedes-Benz CLA X118           |
| 2021-   | EQB                | X243  | Első generációs elektromos crossover SUV              | Mercedes-Benz CLA X118           |

### Korábban gyártott modellek
| Időszak     | Osztály            | Típus | Leírás | Kép                              |
| ----------- | ------------------ | ----- | --- | -------------------------------- |
| 2012 – 2018 | B                  | W246  | A fronthajtású kombi kivitelű autó a többcélú járművek (angolul Multi Purpose Vehicle, MPV) kisebb méretű változata. A családi kisautó nagy és sokféleképpen variálható belső térrel rendelkezik. Nyugdíjasoknak is kitűnő választás. | Mercedes-Benz B 180              |
| 2013 – 2019 | CLA                | C117  | A fronthajtású limuzin-coupé a B osztályú Mercedes padlólemezre épül, ám a karosszériája más. Az alkatrészek 50 százaléka azonos a B-ével. Jellemzően erősebb motorral készül és sportosabb vezetési élményt biztosít.                | Mercedes-Benz CLA                |
| 2013 – 2019 | CLA Shooting Brake | X117  | Kombi kialakítású CLA. | Mercedes-Benz CLA Shooting Brake |

Az összes változat többféle motorral és felszereltséggel rendelhető.

## Vasúti kapcsolat

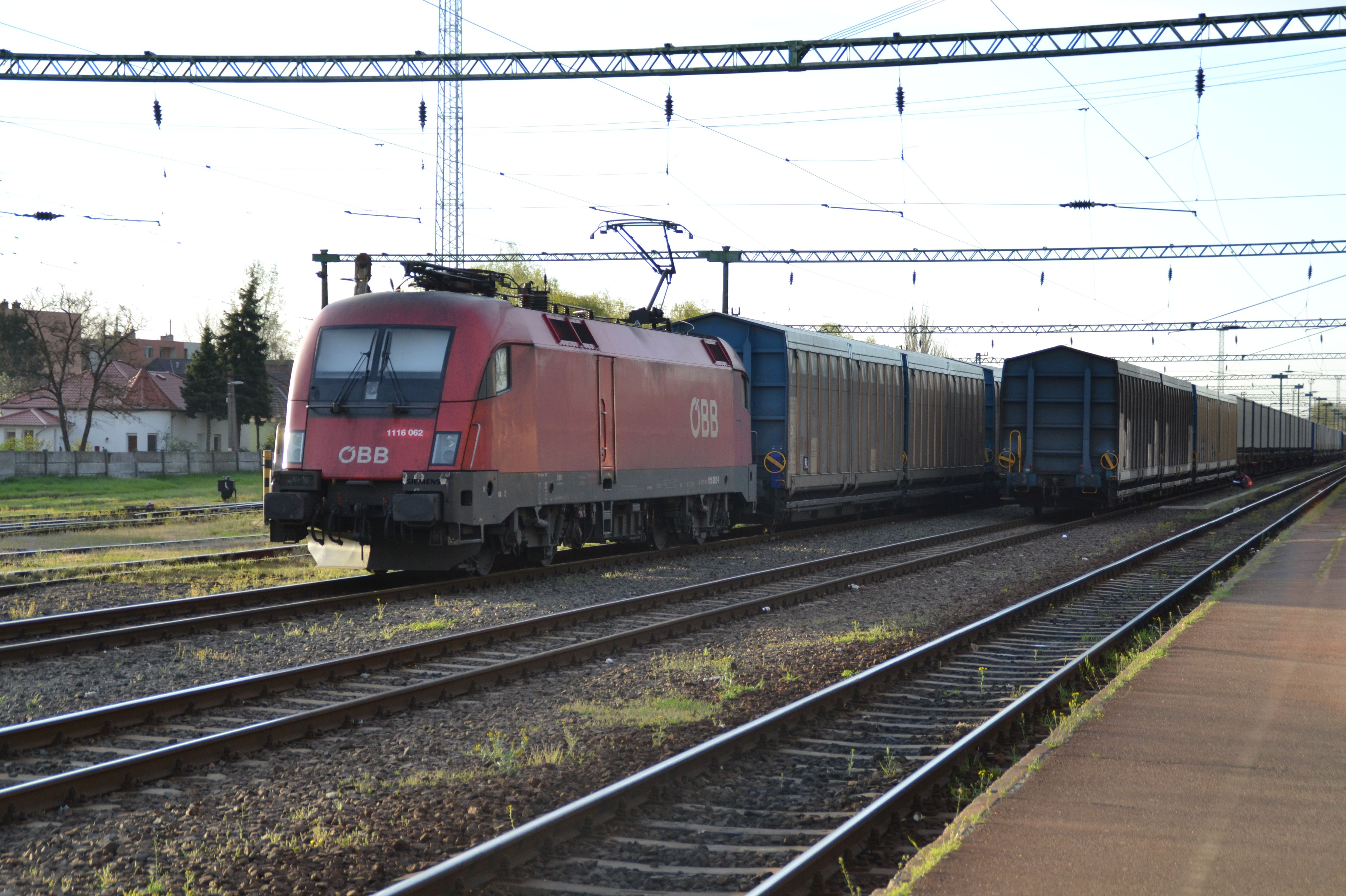
Mercedes vonat Kecskeméten 2015-ben

Az iparvágány építése 2011 márciusában kezdődött. A munkálatok indítását Frank Klein, a Mercedes-Benz Manufacturing Hungary vezérigazgatója és dr. Mosóczi László, a MÁV infrastruktúra általános vezérigazgató-helyettese végezte. A 906 m hosszú vágány a volt Kiskunfélegyházi út megállóhelynél ágazik ki a Cegléd–Szeged-vasútvonalból, hét kilométerre Kecskeméttől. A gyártás 2012-es elindulása óta naponta öt pár tehervonat lép a gyár területére, odaúton autóalkatrészeket, visszafelé pedig a kész autókat szállítva. A vágány közforgalmú; tervezője a MÁVTI, a kivitelező a MÁVGÉP volt. A beruházáshoz kapcsolódóan átépül Kecskemét vasútállomás déli váltókörzete, és megújul a Budapest–Kecskemét-vasútvonal is. 2015-ben ismét felmerült a vonal villamosítása is. Erre lehetséges kerülő útirányként van szükség.